# La Voz de Pinares
La Voz de Pinares fue un periódico de información general y gratuito creado en julio de 2007 y editado en Vilviestre del Pinar, provincia de Burgos, España. Cerró su publicación y su web en internet en abril de 2012. Continúa presente en redes sociales, aunque con escasa actividad (en febrero de 2013). En los puntos siguientes se citan los motivos y expectativas de sus inicios, al menos provisionalmente, en espera de una posible reedición.
Apuesta por el desarrollo y dinamización del medio rural. Pretende mostrar toda la actividad empresarial, industrial y cultural de la Comarca de Pinares (Soria) y Sierra de la Demanda (Burgos), así como ofrecer participación a sus habitantes. 
Tanto en la publicación escrita semanal, de 32 páginas, como en la página web, la aportación de los vecinos de la comarca es fundamental, ya que podrán colaborar en cada una de las secciones. 
La plantilla inicial estaba formada por cuatro redactores, un director de marketing y equipos de administración y fotografía. La elaboración se hace casi totalmente desde la comarca, con aportaciones de aquellos vecinos y vecinos de que se encuentran por todo el territorio español y el extranjero. 
La Voz de Pinares nació igualmente con una responsabilidad social, porque el reparto de los ejemplares lo realizan integrantes de la Asociación Aspanias, del colectivo de discapacitados intelectuales. 
Podremos encontrar el periódico en puntos de referencia como centros públicos, de salud (ambulatorios) y gasolineras, entre otros. 
Las localidades mayores donde se difunde son Vilviestre del Pinar, Covaleda, Duruelo de la Sierra, Quintanar de la Sierra, Salas de los Infantes y San Leonardo de Yagüe, entre otras.
- Datos: Q5965581